# Florent Laville
Florent Laville (Valence, Francia, 7 de agosto de 1973) es un ex-futbolista francés, se desempeñaba como defensa y se retiró en 2007. Con la selección francesa llegó a jugar en los Juegos Olímpicos de Atlanta 1996.

## Clubes
| Club              | País       | Año         | Partidos | Goles |
| Olympique de Lyon | Francia    | 1993 - 2003 | 204      | 2     |
| Bolton Wanderers  | Inglaterra | 2003 - 2005 | 15       | 0     |
| Coventry City     | Inglaterra | 2005        | 6        | 0     |
| SC Bastia         | Francia    | 2005 - 2007 | 37       | 1     |

- Datos: Q1112218